# レインワウデ

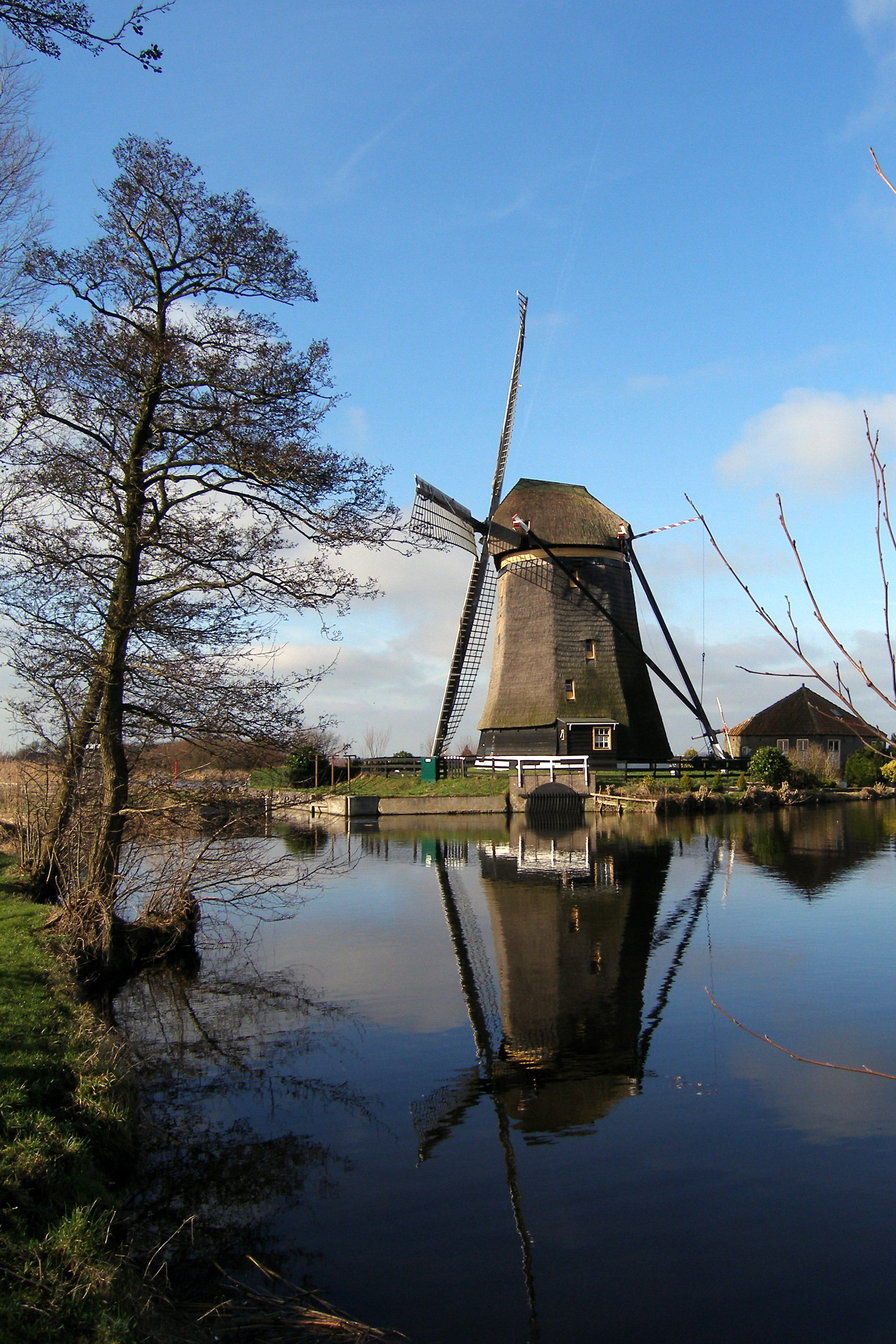
ハゼルスワウデ＝ドルプの近くにあるリートフェルドセ・モレンの風車

レインワウデ（オランダ語: Rijnwoude）は、オランダ西部の南ホラント州にかつて存在した基礎自治体（ヘメーンテ）。
人口は1万8523人（2013年）。面積は57.89km2で、このうち1.20km2が水域であった。
1991年にそれまでのベントホイゼン (Benthuizen) 、ハゼルスワウデ (Hazerswoude) 、カウデケルク・アーン・デン・レイン (Koudekerk aan den Rijn) の各ヘメーンテが合併し、レイネフェルト (Rijneveld) として設置され、1993年にレインワウデに改称された。2014年に解散され、アルフェン・アーン・デン・レインに編入された。
ベントホルン (Benthorn) 、ベントホイゼン、ハゼルスワウデ＝ドルプ (Hazerswoude-Dorp) 、フルネンデイク (Groenendijk) 、ハゼルスワウデ＝レインデイク (Hazerswoude-Rijndijk) 、ホヘフェーン (Hogeveen) 、カウデケルク・アーン・デン・レインの各コミュニティからなっていた。市庁舎はハゼルスワウデ＝レインデイクにあった。